# Team Raleigh-GAC/Saison 2016
Dieser Artikel listet Erfolge und Fahrer des Radsportteams Raleigh-GAC in der Saison 2016 auf.

## Abgänge – Zugänge
| Zugänge                     | Team 2015                    | Abgänge                       | Team 2016              |
| --------------------------- | ---------------------------- | ----------------------------- | ---------------------- |
| Matthieu Boulo              | Bretagne-Séché Environnement | Ian Wilkinson                 | Pedal Heaven Race Team |
| Steven Roach                |                              | Karol Domagalski              | ONE Pro Cycling        |
| Albert Torres (ab 25. März) | Team Ecuador                 | Sam Lowe                      | Team Wiggins           |
| Sebastián Mora              | Matrix Powertag              | Steven Lampier                | JLT Condor             |
| Jack Escritt                |                              | Calvin Beneke                 | Unbekannt              |
| Craig Wallace               |                              | Liam Stones                   | NFTO                   |
| Karl Baillie                |                              | Bradley Morgan                | Unbekannt              |
| Richard Hepworth            |                              | Matthieu Boulo (bis 22. Juli) | Unbekannt              |
| Adrià Moreno                |                              |                               |                        |
| Fraser Martin               |                              |                               |                        |

## Mannschaft
| Name             | Geburtsdatum      | Nationalität           |
| ---------------- | ----------------- | ---------------------- |
| Karl Baillie     | 3. Mai 1976       | Vereinigtes Königreich |
| Matthieu Boulo   | 11. Mai 1989      | Frankreich             |
| Jack Escritt     | 4. Dezember 1997  | Vereinigtes Königreich |
| Andrew Hawdon    | 3. Mai 1976       | Vereinigtes Königreich |
| Richard Hepworth | 25. Februar 1987  | Vereinigtes Königreich |
| Morgan Kneisky   | 31. August 1987   | Frankreich             |
| Fraser Martin    | 9. September 1996 | Vereinigtes Königreich |
| Sebastián Mora   | 19. Februar 1988  | Spanien                |
| Adrià Moreno     | 19. August 1991   | Spanien                |
| Evan Oliphant    | 8. Januar 1982    | Vereinigtes Königreich |
| George Pym       | 30. Mai 1994      | Vereinigtes Königreich |
| Steven Roach     | 16. Juni 1984     | Vereinigtes Königreich |
| Albert Torres    | 26. April 1990    | Spanien                |
| Craig Wallace    | 21. November 1994 | Vereinigtes Königreich |